# Chondromatose
Eine Chondromatose ist eine Krankheit, bei der es zur Bildung multipler (vieler bis sehr vieler) Chondrome (als En- oder Ekchondrome) im Knochen oder in den Gelenken kommt.
Von einer Osteochondromatose wird gesprochen, wenn multiple Chondrome verknöchern und damit als Osteochondrome bzw. (im Falle verknöcherter Ekchondrome) auch als kartilaginäre Exostosen bezeichnet werden.
Eigenständige Krankheitsbilder sind
- die synoviale Chondromatose, auch Gelenkchondromatose
- die generalisierte Enchondromatose, auch Enchondromatose Spranger Typ VI; eine autosomal-rezessiv vererbte Erkrankung
- das Maffucci-Syndrom, eine seltene, sporadisch auftretende Enchondromatose mit Hämangiomen und Lymphangiomen und erhöhtem Entartungsrisiko.
- das Ollier-Syndrom, auch Enchondromatose-Ollier oder einseitige multiple Chondromatose
- die multiple Osteochondromatose, eine autosomal-dominante Erbkrankheit, meist die Metaphysen der langen Röhrenknochen betreffend

Weitere in der Literatur erwähnte Krankheitsbilder sind
- die Metachondromatose,
- die Spondyloenchondromatose, auch Spondyloenchondrodysplasie, Enchondromatose mit spondyloakraler Dysplasie